# Покровская церковь (Муравлёвка)
Покровская церковь (Храм Покрова Пресвятой Богородицы) — храм Киевской и всея Украины епархии (Украинской архиепископии) Русской православной старообрядческой церкви в селе Муравлёвка Измаильского района Одесской области. Памятник архитектуры местного значения.

## История
Старообрядческая часовня в честь Покрова Пресвятой Богородицы в Муравлёвке построена в начале XIX века, вероятно, сразу после основания села. Она была «камышовая, обмазанная, камышом, крытая». В 1842 году отмечалось наличие в часовни колоколов. Муравлёвские старообрядцы пользовались услугами «беглых попов». Собственного священника не было. В 1856 году Южная Бессарабия присоединена к Молдавскому княжеству, которое отличалось терпимостью к старообрядцам. Это позволило жителям Муравлёвки устроить в часовне алтарь, превратив её в полноценный храм. Престол храма освятил епископ Васлуйский Аркадий (Иванов).
К началу XX века старый Покровский храм обветшал, что вызвало необходимость постройки нового. Строительство велось с 1913 по 1925 год усилиями жителей села. Освящение нового храма состоялось 13 октября 1925 года. Первым настоятелем был о. Назарий, впоследствии похороненного на территории церкви. На месте алтаря старого храма была построена часовня.
В советское время храм не закрывался. В 1978 году пострадал от пожара, но был восстановлен.